# Vera Little
Vera Little (Memphis, 10 de desembre de 1928 - Berlín, 26 d'octubre de 2012) fou una mezzosoprano estatunidenca, que va pertànyer al conjunt de la Deutsche Oper Berlin durant més de quatre dècades.
Com a mezzosoprano, va cantar tots els papers importants en el seu camp. El 1950 va guanyar en un concurs d'òpera de Múnic. Després de graduar-se al Talladega College de Talladega, Alabama, el 1952, va anar a París amb una beca Fulbright. El 1958 va portar Carl Ebert a Berlín a la llavors anomenada Städtische Oper Berlin de Kantstraße. Allí va debutar en el paper principal de Carmen. Va aparèixer com a primera cantant de color per invitació de Vittorio Gui al Vaticà davant del papa Joan XXIII, fet que la va fer coneguda internacionalment. Una atenció especial també es va prestar a la seva interpretació de Begonia a The Young Lord de Hans Werner Henze, interpretada per primera vegada el 1965 i Beroe a The Bassarids de Henze.
El 1970 va rebre el títol de Kammersängerin. Després de moltes negociacions i complicacions, va aparèixer per primera vegada el 1973 a la seva ciutat natal de Memphis en el paper d'Ulrica a Un ballo in maschera. A més de la música, la literatura estava especialment a prop del seu cor. Va escriure poemes, alguns dels quals van ser musicats per Boris Blacher. Hans Wollschläger en va realitzar algunes traduccions.
La Temporada 1962-1963 va actuar a Aida al Gran Teatre del Liceu.